# (5919) Patrickmartin
(5919) Patrickmartin es un asteroide perteneciente al cinturón de asteroides, región del sistema solar que se encuentra entre las órbitas de Marte y Júpiter, más concretamente a la familia de Temis, descubierto el 5 de agosto de 1991 por Henry E. Holt desde el Observatorio del Monte Palomar, Estados Unidos.

## Designación y nombre
Designado provisionalmente como 1991 PW12. Fue nombrado Patrickmartin en homenaje a Patrick Martin, investigador asociado en la Universidad de Cornell, trabaja en el análisis e interpretación de los datos adquiridos por el instrumento del espectrómetro de infrarrojo cercano en la misión NEAR Shoemaker a (433) Eros.

## Características orbitales
Patrickmartin está situado a una distancia media del Sol de 3,198 ua, pudiendo alejarse hasta 3,596 ua y acercarse hasta 2,799 ua. Su excentricidad es 0,124 y la inclinación orbital 0,662 grados. Emplea 2088,90 días en completar una órbita alrededor del Sol.

## Características físicas
La magnitud absoluta de Patrickmartin es 12,2. Tiene 20,45 km de diámetro y su albedo se estima en 0,0968. 